# Hans Rheinfelder
Hans Anton Felix Rheinfelder (Ratisbona, 15 febbraio 1898 – Monaco di Baviera, 31 ottobre 1971) è stato un filologo, linguista e critico letterario tedesco.

## Biografia
Hans Rheinfelder studiò Filologia romanza nelle università Ludwig Maximilian di Monaco di Baviera e Julius-Maximilians di Würzburg. Fu lettore di lingua tedesca nella Sapienza di Roma (1923-1929). Infine, nel 1931 divenne professore all'università di Monaco di Baviera. Dal 1949 fu presidente della Deutsche Dante-Gesellschaft, la Società tedesca di studi danteschi. Nel 1959 viene eletto vicepresidente dell'Accademia studi italo-tedeschi.
Nei suoi primi si occupò soprattutto di problemi di semantica; studiò successivamente i riflessi della letteratura religiosa nel lessico, soprattutto nel lessico della liturgia nei volgari romanzi. Fu critico letterario e si interessò soprattutto all'esperienza religiosa di poeti e pensatori quali Blaise Pascal, Alphonse de Lamartine, Giacomo Leopardi, Gabriela Mistral e Romain Rolland.

## Opere (selezione)
- Das Wort "Persona": Geschichte seiner Bedeutungen mit besonderer Berücksichtigung des französischen und italienischen Mittelalters, Halle (Saale): M. Niemeyer, 1928
- Kultsprache und Profansprache in den romanischen Ländern: Sprachgeschichtliche Studien zum Wortschatz des Französischen und Italienischen, Ginevra; Firenze: L. S. Olschki Edit., 1933
- Altfranzösische Grammatik, München: Hueber. Vol. 1: Lautlehre,  München: Hueber, 1937 (V edizione 1987, ISBN 3190030154); Vol. 2: Formenlehre, München: Hueber, 1967 (II ediz. 1987, ISBN 3190030162)